# South Clifton
 (juillet 2023).
South Clifton est une paroisse civile et un village du Nottinghamshire, en Angleterre.